# هومليكون
هومليكون (بالألمانية: Humlikon) هي إحدى بلديات مقاطعة أندلفينغن في كانتون زيورخ في سويسرا. تبلغ مساحتها 3.70 كيلومتر مربع، ويقدر عدد سكانها بـ 486 نسمة (حسب تعداد ديسمبر 2017).